# Freeze Frame (The J. Geils Band)
Freeze Frame è il dodicesimo album dei The J. Geils Band, pubblicato dall'etichetta discografica EMI America su LP (catalogo SOO-17062, 1A 064-400064) e CD (CDP 7 46014 2, 777 7 46014 2) nel 1981.
| Recensione | Giudizio |
| ---------- | -------- |
| AllMusic   | [ 3 ]    |

## Successo e classifiche
Fu trascinato, soprattutto negli USA, dal grandissimo successo del primo singolo estratto, Centerfold.
| Classifica (1982) |                          | Posizione massima | Settimane in classifica |
| ----------------- | ------------------------ | ----------------- | ----------------------- |
| Billboard 200     | Stati Uniti (bandiera)   | 1                 | —                       |
| Paesi Bassi       | Paesi Bassi (bandiera)   | 11                | 18                      |
| Germania          | Germania (bandiera)      | 13                | 29                      |
| Svezia            | Svezia (bandiera)        | 13                | 7                       |
| Austria           | Austria (bandiera)       | 13                | 4                       |
| Nuova Zelanda     | Nuova Zelanda (bandiera) | 14                | 23                      |

## Video musicali
- Freeze Frame: video ufficiale, su YouTube. URL consultato il 15 aprile 2014.

## Tracce
L'album contiene un libretto con i testi dei brani.
Lato A
1. Freeze Frame[7] – 3:57 (Seth Justman, Peter Wolf)
2. Rage in the Cage – 4:57 (Seth Justman, Peter Wolf)
3. Centerfold – 3:35 (Seth Justman)
4. Do You Remember When? – 4:45 (Seth Justman, Peter Wolf)
5. Insane, Insane Again – 4:44 (Seth Justman, Peter Wolf)

Lato B
1. Flamethrower – 4:59 (Seth Justman)
2. River Blindness – 6:06 (Seth Justman)
3. Angel in Blue – 4:51 (Seth Justman)
4. Piss on the Wall – 3:02 (Seth Justman, Peter Wolf)

## Formazione

### Gruppo
- Peter Wolf - voce solista
- Seth Justman - tastiere, voce
- Richard 'Magic Dick' Salwitz - armonica, sassofono
- J. Geils - chitarre
- Dr. Funk - basso
- Stephen 'Jo' Bladd - batteria, voce

### Altri musicisti
Sezione ottoni in A1 e B3 (arrangiata da Seth Justman): Randy Brecker, Ronnie Cuber, Lou Marini, Alan Rubin, George Young, Tom Melone

Cori in B1,B2,B3: Luther Van Dross, Fonzi Thornton, Cissy Houston, Tawatha Agee, Kenny Williams.